# Чачинович, Надежда
Надежда Чачинович (словен. Nadežda Čačinovič, род. 1 апреля 1947, Будапешт) — хорватский философ, социолог и писательница.

## Биография
Она родилась в семье словенцев в Будапеште в 1947 году, где её отец Рудольф Чачинович служил югославским военным атташе. Своё имя получила в честь Надежды Крупской. 
Окончила факультет философии и сравнительного литературоведения Люблянского университета. Впоследствии она училась в Боннском университете с 1968 по 1970 год, её отец служил здесь послом Югославии в Западной Германии. Она получила докторскую степень и стала профессором кафедры философии факультета гуманитарных и социальных наук Загребского университета, работая там с 1976 года.
Она также является членом Консультативного совета левого журнала Novi Plamen. Чачинович также была активна в политике, баллотировалась в парламент от Социал-демократического действия Хорватии.
С 2009 года она является президентом Хорватского ПЕН-центра, членом Международного ПЕН-клуба.
После того, как Андреа Златар-Виолич стала министром культуры в правительстве Хорватии, Чачинович была выбрана Златар-Виолич на её место в Комитете министерства по книгам, публикациям и книготорговой деятельности 4 июля 2012 года.
В 2017 году Чачинович подписала Декларацию об общем языке хорватов, сербов, боснийцев и черногорцев.